# Fashion (chanson de David Bowie)
Pour les articles homonymes, voir Fashion (homonymie).
Singles de David Bowie
Ashes to Ashes
(1980) Scary Monsters
(1981)
Pistes de Scary Monsters (and Super Creeps)
Ashes to Ashes Teenage Wildlife
Fashion est une chanson de l'album de David Bowie, tirée de l'album Scary Monsters (and Super Creeps) sorti en 1980. Elle a été publiée en tant que deuxième single de l'album et a été accompagnée, comme son prédécesseur Ashes to Ashes, par un clip très remarqué.

## Musique et paroles
Selon le coproducteur Tony Visconti, Fashion était la dernière chanson achevée durant les sessions pour Scary Monsters, sa ligne de basse et une partie de la mélodie s'inspirant du hit Golden Years de Bowie en 1975. Le guitariste invité Robert Fripp a apporté une série de riffs mécaniques hards pour compléter l'arrangement de funk / reggae du groupe.
La piste a été remarquée pour son effet de chœur émotionnellement vacant, et l'onomatopée récurrente "beep beep" que Bowie avait d'abord utilisé dans une chanson inédite de 1970 appelée Rupert the Riley en 1970. Une autre expression dans les paroles que Bowie a emprunté à son passé était People from Bad Homes, la chanson titre d'un album de 1973 qu'il a enregistré avec ses protégés The Astronettes, qui est resté inédit jusqu'en 1995.
Les références à une «escouade de «goons» arrivant en ville ont provoqué des théories selon lesquelles la chanson concerne réellement le fascisme («le Front national envahit les discothèques», déduisaient les critiques de NME Roy Carr et Charles Shaar Murray). Cependant Bowie a minimisé cette interprétation dans une interview peu de temps avant la sortie de Scary Monsters, en disant que ce qu'il essayait de faire était de "passer un peu de ce concept de Ray Davies de la mode, pour suggérer plus de détermination et une incertitude à propos de pourquoi on le fait». Le biographe David Buckley croyait que la chanson «se moquait de la banalité de la piste de danse et des fascistes du style» du mouvement New Romantic.

## Clip musical
David Mallet a tourné un clip pour le single Fashion dans une boîte de nuit célèbre appartenant à son ami Robert Boykin appelé "Hurrah". Le plan d'ouverture du clip comprend David Bowie sur la scène du "Hurrah" qui a été drapé dans une toile kaki pour ce tournage. Les murs en miroir à facettes qui entourent la piste de danse peuvent être vus dans le fond de divers plans, et toutes les scènes de groupe sont tournées dans ce cadre de club. D'autres endroits autour de Manhattan sont entrecoupés tout au long du clip. Au milieu d'une série de contorsions faciales et d'autres gestes, Bowie utilisa un mouvement qu'il avait employé dans la vidéo Ashes to Ashes : il s'accroupit lentement et ramène son bras vers le sol dans un arc vertical lent. Des lecteurs du Record Mirror ont voté Fashion et Ashes to Ashes les meilleurs clips de 1980.
La vidéo présente Carlos Alomar, G.E. Smith (Hall & Oates), Khandi Alexander, Obba Babatundé, le guitariste Steve Love qui joue de la batterie dans la vidéo, John Kay, May Pang (ancienne copine de John Lennon durant son fameux week-end perdu et plus tard mariée à Tony Visconti) et Alan Hunter, qui devient l'un des premiers VJs de MTV et aussi le premier VJ à apparaître dans une vidéo musicale.

## Sortie et réception critique
Fashion a été le deuxième single de Scary Monsters et le premier paru après la sortie de l'album en septembre 1980. Il a atteint le no 5 au Royaume-Uni, et le no 70 en Amérique et a donné à Bowie son premier single en presque quatre ans. Le design de la jaquette du single britannique a été utilisé pour la compilation 1980 de Best of Bowie. David a interprété la chanson sur plusieurs tournées, et elle est incluse dans le film du concert Serious Moonlight de 1983 ainsi que celui de la tournée Glass Spider en 1988. Il a été présenté dans le film Clueless. Pendant la cérémonie de clôture des Jeux olympiques de Londres 2012, la chanson a été utilisée lors d'un défilé mettant en vedette un certain nombre de top modèles du Royaume-Uni lors d'un hommage à l'industrie de la mode en sol britannique.
La chanson a été classée parmi les dix meilleures chansons de l'année de 1980 par NME.

## Musiciens
- David Bowie : Chant, claviers
- Robert Fripp : Guitare
- Carlos Alomar : Guitare
- George Murray : Basse
- Andy Clark : Synthétiseur
- Dennis Davis : Batterie

## Production
- David Bowie, Tony Visconti : Producteurs